# Fundación Atlético El Vigía Fútbol Club
La Fundación Atlético El Vigía Fútbol Club, más conocido como El Vigía o Atlético El Vigía, es un club de fútbol profesional venezolano con sede en El Vigía, estado Mérida. Actualmente juega en la Segunda División de Venezuela y disputa sus partidos como local en el Estadio Ramón "Gato" Hernández.

## Historia
Fue fundado por un grupo de comerciantes de la ciudad en 1987. Siendo unos de los clubes más antiguo del fútbol Venezolano A nivel nacional el club ha ganado tres campeonatos de Segunda División de Venezuela y ha llegado a tres semifinales de Copa Venezuela
Por primera vez logra el ascenso en 1993 y se mantuvo varias temporadas, en la temporada 1997/98 le correspondía descender pero compra el cupo a Trujillanos, en la 1998/99 cambia de nombre a Internacional de Lara y se muda a la ciudad de Barquisimeto pero en la 1999/00 vuelve a llamarse como Unión Atlético El Vigía. En la 2000/01 descendió a segunda división hasta que ascendió de nuevo a la Primera División de Venezuela para jugar la temporada 2003/04, pero descendió en ese mismo campeonato. Se mantuvo en Segunda División de Venezuela hasta la 2006/07, en la que finalizó Campeón y obtuvo el derecho a jugar en la máxima categoría por méritos deportivos, a pesar de la expansión que se aprobaría poco tiempo después a 18 equipos para la campaña 2007/08. 
Su entrenador más famoso es Ramón "El Gato" Hernández quien además de ser fundador del equipo junto a otras personas, fue quien logró el ascenso por primera vez en la historia y hasta su nombre lo lleva el estadio sede del club.

### Cambios de nombre
| Año  | Nombre                                  |
| ---- | --------------------------------------- |
| 1993 | El Vigía Fútbol Club                    |
| 1999 | Internacional El Vigía                  |
| 2000 | El Vigía Fútbol Club                    |
| 2003 | Unión Atlético El Vigía                 |
| 2017 | Fundación Atlético El Vigía Fútbol Club |

## Estadio
El Estadio Ramón "Gato" Hernández, anteriormente conocido como Estadio 12 de Febrero, es una infraestructura deportiva dedicada al fútbol, ubicada en la región andina de Venezuela, más específicamente en el El Vigía, urbanización Buenos Aires, Complejo deportivo Carlos Maya, estado Mérida, al occidente de ese país, que sirve como sede desde el año 1987 al equipo de Primera División de Venezuela. Posee una capacidad estimada en unos 12.000 espectadores aproximadamente.

## Afición
El estado Mérida es una la partes dónde más se vive con intensidad el fútbol en Venezuela, y La ciudad de El Vigía no escapa de ello. La Fundación Atlético El Vigía Fútbol Club cuenta con una afición fiel a su equipo, y posee una organización de fanáticos llamados Resistencia Auriverde que fue fundada en octubre del año 2004.

## Uniforme
- Uniforme titular: Camiseta amarilla con vivos verdes, pantalón verde y medias verdes.
- Uniforme alternativo: Camiseta amarilla,  pantalón verde y medias blancas.

### Indumentaria
| Periodo   | Proveedor |
| --------- | --------- |
| 1999-2000 | Puma      |
| 2011-2014 | Runic     |
| 2015-2023 | Coopas    |
| 2024      | Econtex   |
| 2025-     | Sublitex  |

## Jugadores

### Altas y bajas: Apertura 2023
| Altas             |              |          |                     |       |
| Jugador           | Nacionalidad | Posición | Destino             | Tipo  |
| Juan De Arco      | Colombia     | MED      |                     | Libre |
| Santiago Lasso    | Colombia     | DEF      |                     | Libre |
| Rafael Villarreal | Colombia     | MED      |                     | Libre |
| Luis Gamboa       | Colombia     | MED      |                     | Libre |
| Mario Subero      | Colombia     | POR      |                     | Libre |
| Orlan Medrano     | Venezuela    | MED      | Llaneros de Guanare | Libre |
| Argenis Márquez   | Venezuela    | POR      | Llaneros de Guanare | Libre |
| Rasec Osorio      | Venezuela    | DEL      | Bolívar S.C.        | Libre |

| Bajas                 |              |          |               |       |
| Jugador               | Nacionalidad | Posición | Destino       | Tipo  |
| Kleiner Escorcia      | Venezuela    | POR      |               | Libre |
| Jose Hernandez        | Venezuela    | DEF      | Real Frontera | Libre |
| Erlys Vásquez         | Venezuela    | DEF      | Real Vigía    | Libre |
| Jilber Flores         | Venezuela    | DEL      | Real Vigía    | Libre |
| Jerry Flores          | Venezuela    | DEL      | Real Vigía    | Libre |
| Yeferson Marquez      | Venezuela    | DEF      |               | Libre |
| Fabian Sinistierra    | Colombia     | MED      | Mojocuya FC   | Libre |
| Carlos Manuel Padilla | Colombia     | MED      |               | Libre |

### Jugadores destacados que pasaron por la institución
```
 
Orlando Rengifo

 
Adolfo Ferraresi

 
Norman Cabrera

 
Andrés Buelvas

 
Ángel Guillermo Hoyos

 
Rafael Dudamel

 
Cesar Alzate

 
Leonel Vielma

 
Wislintos Renteria

 
Janner Aislant

 
Amir Buelvas

 
Radamel García

 
Flavio de Oliveira

 
Roberts Rivas

 
Edward Ibarbo

 
Javier Villafráz

 
Javier García

 
Pedro Depablos

 
Johan Moreno

 
Javier Toyo

 
Eduardo Herrera

 
Edgardo Rito

 
Harrison Contreras

  
Duvan Rodríguez

 
Óscar González

 
Eric Cantillo

 
Darwin Gómez

 
Ronaldo Rivas

 
Leandro Vargas

  
Jáder Maza

 
Julián Pino

 
Leonardo Beccera

  
Yorlan Carmona
```

## Distinciones individuales

#### Goleadores en Campeonatos Nacionales
| Año                                   | Jugador        | Goles |
| ------------------------------------- | -------------- | ----- |
| Segunda División B de Venezuela 2006  | Andrés Buelvas | 9     |
| Copa Venezuela 2007                   | Andrés Buelvas | 6     |
| Primera División de Venezuela 2009-10 | Norman Cabrera | 20    |
| Segunda División de Venezuela 2017    | Julián Pino    | 22    |
| Segunda División de Venezuela 2018    | Leandro Vargas | 23    |

## Palmarés

### Era Profesional
Torneos nacionales (3)
| Competición nacional              | Títulos                   | Subcampeonatos |
| --------------------------------- | ------------------------- | -------------- |
| Segunda División de Venezuela (3) | 1992/93, 2002/03, 2006/07 |                |